# Dusona murarii
Dusona murarii là một loài tò vò trong họ Ichneumonidae.